# Jaroslav Jakoubek
Jaroslav Jakoubek (30. října 1927 Dvůr Králové nad Labem – 27. července 1993 Praha) byl český hudební skladatel, textař a básník. Jeho tvorba patří především do oblasti šansonu.

## Život a dílo
Původně byla jeho oborem chemie, vystudoval chemickou průmyslovku a působil několik let i jako učitel chemie. Hudbě se věnoval soukromě, jako klavírista hrál v několika amatérských souborech. Když v polovině padesátých let 20. století vznikaly soubory malých forem, začal pro první Textappealy v pražské Redutě skládat hudbu na texty Jiřího Suchého a bratří Petra Kopty a Pavla Kopty. S Ivanem Vyskočilem byl u začátků Divadla Na zábradlí a podílel se jako skladatel i textař také na prvních inscenacích divadla Semafor. V Paravanu spolupracoval s Jiřím R. Pickem.
Na texty Jana Schneidera složil hudbu do komponovaných pořadů jako Vo co de (Semafor, 1961) nebo Eště de vo to (Disk, 1966). Spolu s ním napsal také několik šansonů do Divadla na Zábradlí pro Ljubu Hermanovou, složil hudbu pro jeho hru Labyrint světa a Lusthaus srdce (Divadlo Rokoko, 1962) a zhudebnil jeho text pro duet Marty Kubišové a Waldemara Matušky Víc nechtěl by snad ani d'Artagnan.
Další známou Jakoubkovou skladbou je Nějak se vytrácíš má lásko (Olympic, text Petr Přibyl) nebo Písnička pro Martinu (Karel Gott, Jakoubek byl autorem hudby i textu). K interpretům jeho písní patřili také např. Alena Havlíčková, Rudolf Pellar, Jan Faltýnek.
Jako autor hudby či textu je uváděn asi u 420 písní, převážně šansonů; jeho texty vyšly také knižně (sbírky Plísničky, 1966 a Variace, 1977). Spolupracoval i s Československou televizí (např. v roce 1971 hudba k televizní komedii Třírohý klobouk) a v Československém rozhlase působil jako externí redaktor pořadu Mikrofórum.
V období normalizace po roce 1968 pracoval Jaroslav Jakoubek jako topič v kotelně. K rozhlasové práci se nakrátko vrátil až po roce 1989. V Mánesově ulici 1641/68 na pražských Vinohradech, kde žil, jej připomíná bronzová pamětní deska.
Jako otce českého šansonu ho údajně ráda představovala textařka Jiřina Fikejzová; když to slyšel poprvé, otázal se prý: "No jo, ale kdo je v tom případě matka?"
V roce 1991 s ním natočila Česká televize životopisný dokument O živé vodě (režie Petr Burian). V roce 1992 vyšla Jakoubkova knížka Balady, romance a hněvance a v roce 1999 vyšlo CD s názvem Smutný představení aneb Písničky Jaroslava Jakoubka.